# ۳۴۵ (میلادی)
۳۴۵ (میلادی) سیصد و چهل و پنجمین سال تقویم میلادی است.

## درگذشتگان
‎